# Tour de Romandie 2015
Die 69. Tour de Romandie fand vom 28. April bis zum 3. Mai 2015 statt. Das Rennen zählte zur UCI WorldTour 2015. Es führte über sechs Etappen.

## Teilnehmer
| |                                                                                   |                                                                                      |
| UCI WorldTeams AG2R La Mondiale Astana Pro Team BMC Racing Team Team Cannondale-Garmin Etixx-Quick Step | FDJ Team Giant-Alpecin IAM Cycling Team Katusha Lampre-Merida Team Lotto NL-Jumbo | Lotto Soudal Movistar Team Orica GreenEdge Team Sky Tinkoff-Saxo Trek Factory Racing |
| UCI Professional Continental Team                                                                       | Team Europcar                                                                     |                                                                                      |

Startberechtigt waren die 17 UCI WorldTeams. Zudem vergab der Organisator eine Wildcard an das UCI Professional Continental Team Team Europcar.

## Etappenübersicht
| Etappe | Tag       | Start–Ziel                | km    | Typ                 | Etappensieger    |
| ------ | --------- | ------------------------- | ----- | ------------------- | ---------------- |
| 1.     | 28. April | Vallée de Joux – Juraparc | 019,2 | Zeitfahren          | Team Sky         |
| 2.     | 29. April | Apples – Saint-Imier      | 168,1 | Mittelgebirgsetappe | Michael Albasini |
| 2.     | 30. April | Moutier – Pruntrut        | 172,5 | Mittelgebirgsetappe | Michael Albasini |
| 4.     | 1. Mai    | La Neuveville – Freiburg  | 169,8 | Mittelgebirgsetappe | Stefan Küng      |
| 5.     | 2. Mai    | Freiburg – Champex-Lac    | 162,7 | Hochgebirgsetappe   | Thibaut Pinot    |
| 6.     | 3. Mai    | Lausanne – Lausanne EZF   | 018,5 | Zeitfahren          | Tony Martin      |

## Etappen

### Etappe 1
28. April 2015 – Vallée de Joux – Sion – 19,2 km
|    | Team                   | Zeit       |
| -- | ---------------------- | ---------- |
| 1  | Team Sky               | 21:19 min  |
| 2  | Orica GreenEdge        | + 0:00 min |
| 3  | Team Katusha           | + 0:05 min |
| 4  | Etixx-Quick Step       | + 0:14 min |
| 5  | Astana Pro Team        | + 0:17 min |
| 6  | BMC Racing Team        | + 0:19 min |
| 7  | FDJ                    | + 0:22 min |
| 8  | IAM Cycling            | + 0:24 min |
| 9  | Team Cannondale-Garmin | + 0:40 min |
| 10 | Movistar Team          | + 0:40 min |

|    | Fahrer           | Team            | Zeit       |
| -- | ---------------- | --------------- | ---------- |
| 1  | Geraint Thomas   | Team Sky        | 21:19 min  |
| 2  | Elia Viviani     | Team Sky        | + 0:00 min |
| 3  | Ian Stannard     | Team Sky        | + 0:00 min |
| 4  | Luke Rowe        | Team Sky        | + 0:00 min |
| 5  | Chris Froome     | Team Sky        | + 0:00 min |
| 6  | Peter Kennaugh   | Team Sky        | + 0:00 min |
| 7  | Michael Albasini | Orica GreenEdge | + 0:00 min |
| 8  | Simon Gerrans    | Orica GreenEdge | + 0:00 min |
| 9  | Svein Tuft       | Orica GreenEdge | + 0:00 min |
| 10 | Ivan Santaromita | Orica GreenEdge | + 0:00 min |

### Etappe 2
29. April 2015 – Apples – Saint-Imier –  168,1 km
|    | Fahrer               | Team                   | Zeit      |
| -- | -------------------- | ---------------------- | --------- |
| 1  | Michael Albasini     | Orica GreenEdge        | 4:21:43 h |
| 2  | Jarlinson Pantano    | IAM Cycling            | s. t.     |
| 3  | Julian Alaphilippe   | Etixx-Quick Step       | s. t.     |
| 4  | Nathan Haas          | Team Cannondale-Garmin | s. t.     |
| 5  | Rui Costa            | Lampre-Merida          | s. t.     |
| 6  | Damiano Caruso       | BMC Racing Team        | s. t.     |
| 7  | Ilnur Sakarin        | Team Katusha           | s. t.     |
| 8  | Ivan Santaromita     | Orica GreenEdge        | s. t.     |
| 9  | Jan Bakelants        | AG2R La Mondiale       | s. t.     |
| 10 | Ramūnas Navardauskas | Team Cannondale-Garmin | s. t.     |

|    | Fahrer             | Team             | Zeit       |
| -- | ------------------ | ---------------- | ---------- |
| 1  | Michael Albasini   | Orica GreenEdge  | 4:42:52 h  |
| 2  | Ivan Santaromita   | Orica GreenEdge  | + 0:10 min |
| 3  | Chris Froome       | Team Sky         | + 0:10 min |
| 4  | Simon Yates        | Orica GreenEdge  | + 0:10 min |
| 5  | Ilnur Sakarin      | Team Katusha     | + 0:15 min |
| 6  | Pawel Kotschetkow  | Team Katusha     | + 0:15 min |
| 7  | Jegor Silin        | Team Katusha     | + 0:15 min |
| 8  | Juri Trofimow      | Team Katusha     | + 0:15 min |
| 9  | Simon Špilak       | Team Katusha     | + 0:15 min |
| 10 | Julian Alaphilippe | Etixx-Quick Step | + 0:20 min |

### Etappe 3
30. April 2015 – Moutier – Pruntrut –  172,5 km
|    | Fahrer               | Team                   | Zeit      |
| -- | -------------------- | ---------------------- | --------- |
| 1  | Michael Albasini     | Orica GreenEdge        | 4:14:56 h |
| 2  | Julian Alaphilippe   | Etixx-Quick Step       | s. t.     |
| 3  | Damiano Caruso       | BMC Racing Team        | s. t.     |
| 4  | Rui Costa            | Lampre-Merida          | s. t.     |
| 5  | Simon Gerrans        | Orica GreenEdge        | s. t.     |
| 6  | Nathan Haas          | Team Cannondale-Garmin | s. t.     |
| 7  | Rigoberto Urán       | Etixx-Quick Step       | s. t.     |
| 8  | Ramūnas Navardauskas | Team Cannondale-Garmin | s. t.     |
| 9  | Luka Mezgec          | Team Giant-Alpecin     | s. t.     |
| 10 | Sergei Tschernezki   | Team Katusha           | s. t.     |

|    | Fahrer             | Team             | Zeit       |
| -- | ------------------ | ---------------- | ---------- |
| 1  | Michael Albasini   | Orica GreenEdge  | 8:57:38 h  |
| 2  | Ivan Santaromita   | Orica GreenEdge  | + 0:20 min |
| 3  | Chris Froome       | Team Sky         | + 0:20 min |
| 4  | Simon Yates        | Orica GreenEdge  | + 0:20 min |
| 5  | Julian Alaphilippe | Etixx-Quick Step | + 0:24 min |
| 6  | Ilnur Sakarin      | Team Katusha     | + 0:25 min |
| 7  | Pawel Kotschetkow  | Team Katusha     | + 0:25 min |
| 8  | Juri Trofimow      | Team Katusha     | + 0:25 min |
| 9  | Jegor Silin        | Team Katusha     | + 0:25 min |
| 10 | Simon Špilak       | Team Katusha     | + 0:25 min |

### Etappe 4
1. Mai 2015 – La Neuveville – Freiburg – 169,8 km
|    | Fahrer              | Team                | Zeit       |
| -- | ------------------- | ------------------- | ---------- |
| 1  | Stefan Küng         | BMC Racing Team     | 4:35:10 h  |
| 2  | Jan Bakelants       | AG2R La Mondiale    | + 0:38 min |
| 3  | Bert-Jan Lindeman   | Team Lotto NL-Jumbo | + 0:39 min |
| 4  | Tony Martin         | Etixx-Quick Step    | + 0:45 min |
| 5  | Gianni Meersman     | Etixx-Quick Step    | + 0:52 min |
| 6  | Tosh Van der Sande  | Lotto Soudal        | s. t.      |
| 7  | Johannes Fröhlinger | Team Giant-Alpecin  | s. t.      |
| 8  | Michael Albasini    | Orica GreenEdge     | s. t.      |
| 9  | Simon Yates         | Orica GreenEdge     | s. t.      |
| 10 | Ivan Santaromita    | Orica GreenEdge     | s. t.      |

|    | Fahrer           | Team             | Zeit       |
| -- | ---------------- | ---------------- | ---------- |
| 1  | Michael Albasini | Orica GreenEdge  | 13:33:40 h |
| 2  | Ivan Santaromita | Orica GreenEdge  | + 0:20 min |
| 3  | Chris Froome     | Team Sky         | + 0:20 min |
| 4  | Simon Yates      | Orica GreenEdge  | + 0:20 min |
| 5  | Ilnur Sakarin    | Team Katusha     | + 0:25 min |
| 6  | Jegor Silin      | Team Katusha     | + 0:25 min |
| 7  | Juri Trofimow    | Team Katusha     | + 0:25 min |
| 8  | Simon Špilak     | Team Katusha     | + 0:25 min |
| 9  | Tony Martin      | Etixx-Quick Step | + 0:27 min |
| 10 | Rigoberto Urán   | Etixx-Quick Step | + 0:34 min |

### Etappe 5
2. Mai 2015 – Freiburg – Champex-Lac – 162,7 km
|    | Fahrer           | Team             | Zeit       |
| -- | ---------------- | ---------------- | ---------- |
| 1  | Thibaut Pinot    | FDJ              | 4:38:54 h  |
| 2  | Ilnur Sakarin    | Team Katusha     | + 0:07 min |
| 3  | Romain Bardet    | AG2R La Mondiale | + 0:20 min |
| 4  | Nairo Quintana   | Movistar Team    | s. t.      |
| 5  | Simon Špilak     | Team Katusha     | s. t.      |
| 6  | Rafał Majka      | Tinkoff-Saxo     | s. t.      |
| 7  | Chris Froome     | Team Sky         | s. t.      |
| 8  | Rigoberto Urán   | Etixx-Quick Step | + 0:53 min |
| 9  | Vincenzo Nibali  | Astana Pro Team  | s. t.      |
| 10 | Michele Scarponi | Astana Pro Team  | s. t.      |

|    | Fahrer           | Team             | Zeit       |
| -- | ---------------- | ---------------- | ---------- |
| 1  | Ilnur Sakarin    | Team Katusha     | 18:13:00 h |
| 2  | Thibaut Pinot    | FDJ              | + 0:06 min |
| 3  | Chris Froome     | Team Sky         | + 0:14 min |
| 4  | Simon Špilak     | Team Katusha     | + 0:19 min |
| 5  | Nairo Quintana   | Movistar Team    | + 0:54 min |
| 6  | Rigoberto Urán   | Etixx-Quick Step | + 1:01 min |
| 7  | Simon Yates      | Orica GreenEdge  | + 1:01 min |
| 8  | Vincenzo Nibali  | Astana Pro Team  | + 1:04 min |
| 9  | Michele Scarponi | Astana Pro Team  | + 1:04 min |
| 10 | Juri Trofimow    | Team Katusha     | + 1:06 min |

### Etappe 6
3. Mai 2015 – Lausanne – Lausanne – 18,5 km
|    | Fahrer                | Team             | Zeit       |
| -- | --------------------- | ---------------- | ---------- |
| 1  | Tony Martin           | Etixx-Quick Step | 23:18 min  |
| 2  | Simon Špilak          | Team Katusha     | + 0:11 min |
| 3  | Ilnur Sakarin         | Team Katusha     | + 0:13 min |
| 4  | Jurgen Van Den Broeck | Lotto Soudal     | + 0:19 min |
| 5  | Rohan Dennis          | BMC Racing Team  | + 0:22 min |
| 6  | Romain Bardet         | AG2R La Mondiale | + 0:24 min |
| 7  | Jonathan Castroviejo  | Movistar Team    | + 0:25 min |
| 8  | Stef Clement          | IAM Cycling      | + 0:26 min |
| 9  | Rafał Majka           | Tinkoff-Saxo     | + 0:28 min |
| 10 | Steve Morabito        | FDJ              | + 0:31 min |

|    | Fahrer          | Team             | Zeit       |
| -- | --------------- | ---------------- | ---------- |
| 1  | Ilnur Sakarin   | Team Katusha     | 18:36:30 h |
| 2  | Simon Špilak    | Team Katusha     | + 0:17 min |
| 3  | Chris Froome    | Team Sky         | + 0:35 min |
| 4  | Thibaut Pinot   | FDJ              | + 0:49 min |
| 5  | Rigoberto Urán  | Etixx-Quick Step | + 1:20 min |
| 6  | Simon Yates     | Orica GreenEdge  | + 1:21 min |
| 7  | Rafał Majka     | Tinkoff-Saxo     | + 1:24 min |
| 8  | Nairo Quintana  | Movistar Team    | + 1:42 min |
| 9  | Romain Bardet   | AG2R La Mondiale | + 1:43 min |
| 10 | Vincenzo Nibali | Astana Pro Team  | + 1:54 min |

## Wertungstrikots im Rennverlauf
Die Tabelle zeigt die Führenden nach der jeweiligen Etappe an.
| Etappe | Gesamtwertung    | Bergwertung    | Punktewertung    | Nachwuchswertung | Mannschaftswertung |
| ------ | ---------------- | -------------- | ---------------- | ---------------- | ------------------ |
| 1.     | Geraint Thomas   | nicht vergeben | nicht vergeben   | Luke Rowe        | Team Sky           |
| 2.     | Michael Albasini | Maxim Belkow   | Jonathan Fumeaux | Simon Yates      | Orica GreenEdge    |
| 3.     | Michael Albasini | Maxim Belkow   | Jonathan Fumeaux | Simon Yates      | Orica GreenEdge    |
| 4.     | Michael Albasini | Maxim Belkow   | Jonathan Fumeaux | Simon Yates      | BMC Racing Team    |
| 5.     | Ilnur Sakarin    | Maxim Belkow   | Maxim Belkow     | Thibaut Pinot    | Team Katusha       |
| 6.     | Ilnur Sakarin    | Maxim Belkow   | Maxim Belkow     | Thibaut Pinot    | Team Katusha       |